# Kościół Świętego Krzyża w Rzeszowie
Kościół Świętego Krzyża oraz konwent popijarski – zespół budynków rozlokowanych liniowo wzdłuż ulicy 3 Maja w Rzeszowie.
Obecnie swoją pierwotną funkcję zachował jedynie kościół stanowiący trzon założenia budowlanego, pozostałe części klasztoru z biegiem czasu zyskiwały różne funkcje. W skrzydle południowym znajduje się siedziba Muzeum Okręgowego, natomiast w północnym I Liceum Ogólnokształcącego im. St. Konarskiego.
Świątynia czasami jest określa jako "kościół studencki", głównie ze względu na tradycje pobliskiego liceum (wcześniejszego wyższego gimnazjum) i historię kościoła, choć faktyczną funkcję kościołów akademickich pełnią świątynie św. Jacka (przy klasztorze dominikanów) i św. Jadwigi.
Zespół budynków został wpisany na listę zabytków 8 czerwca 1979 pod numerem 1027.

## Historia

### Fundacje klasztoru i kościoła
Pierwszą fundatorką kościoła stała się Prudencja de domo Ligęza Ostrogska-Zasławska, która nowo powstałą świątynię planowała oddać w opiekę franciszkankom. Kościół wzniesiony przez muratora Jana Cangera z Tyrolu i dekoratora Jana Falconiego w stylu późnego renesansu w latach 1644–1649 nawiązywał do tzw. renesansu lubelskiego (ten sam duet pracował kolejno przy budowie kaplicy Tyszkiewiczów w Lublinie.
Początkowo kościół nosił wezwanie św. Michała Archanioła, św. Jana Chrzciciela i św. Barbary. Ostateczne finansowanie budowy kościoła przypadło jednak w udziale jej szwagrowi – Jerzy Sebastian Lubomirski, który wskutek wygranego sporu z mężem Prudencji, Dominikiem Ostrogskim-Zasławskim objął w posiadanie rzeszowskie dominium. W efekcie fasada późnobarokowa wykonana w latach 1705–1707 według projektu architekta nadwornego architekta Lubomirskich – Tylmana z Gameren) znacznie zmieniła obraz kościoła. Klasztor natomiast przeznaczono dla pijarów. W dużym stopniu umożliwiły to koneksje i wpływy Lubomirskich (w trakcie szwedzkiego najazdu w łańcuckiej rezydencji rodziny przebywali bowiem królowa Ludwika Maria Gonzaga i nuncjusz apostolski – Antonio Pignatelli del Rastrello, późniejszy papież Innocenty XII). Papież Klemens IX ostatecznie erygował kolegium wraz z kościołem i szkołą bullą In iuncti nobis devinitis Pastoralis 20 marca 1668, jako trzecie po Warszawie i kolegium w Podolińcu w Polsce.

### Działalność zakonu i czasyCollegium Ressoviense(1668–1786)
Środowisko, które skupiał klasztor, liczyło kilkadziesiąt osób – ojców, braci, nowicjuszy, a także świeckich. Prowadzona przez pijarów szkoła szybko zyskała wysoką renomę pośród lokalnej szlachty. Rzeszowskie kolegium było szkołą wyższego typu, gdzie oprócz szkoły elementarnej i średniej znajdowało się seminarium duchowne dla młodzieży zakonnej, kształciła w pedagogium nauczycieli do średnich szkół, profesjonalnych muzyków. Ponadto prowadzono profesjonalne kształcenie muzyków, a z podręczników wydanych przez nauczycieli korzystała młodzież nawet w odległym Kijowie. Początkowo szkoła miała charakter powszechny, jednak na skutek uniwersału Jerzy Ignacy Lubomirski do szkoły mogły uczęszczać tylko dzieci szlacheckie. Pośród najznamienitszych profesorów szkoły byli, ojciec Jakub Wezyrka, uczestnik bitwy o Warszawę (1656), Stanisław Papczyński, spowiednik Jana III, ksiądz Stanisław Konarski, uczący tutaj w latach 1737–1738, czy luźno związany ze szkołą kompozytor Damian Stachowicz, a także współautorów podręczników napisanych dla Komisji Edukacji Narodowej. Poza działalnością oświatową zakonnicy prowadzili również aptekę, odkupioną następnie przez jednego z rzeszowskich mieszczan - Antoniego Cenarskiego. Wychowankowie szkoły, zarówno jak i jej profesorowie brali aktywny udział w wydarzeniach politycznych, m.in. w walkach ze Szwedami i odsieczy wiedeńskiej. W 1735 w aktywny sposób pijarzy rzeszowscy przyczynili się do zawarcia pokoju po konfederacji dzikowskiej, podpisanego w tutejszym kościele. W 1772 roku wskutek I rozbioru Polski wyniszczone miasto weszło w skład imperium Habsburgów. Odmienna administracja i normy prawne panujące wówczas w rządzonej przez Marię Teresę i jej syna Józefa II spowodowały szereg reform i zmian w nowo powstałej Galicji. W 1786 wszystkie istniejące w zaborze austriackim klasztory uległy kasacie.

### Czasy zaboru (1786–1918) i dwudziestolecia międzywojennego (1918–1939)

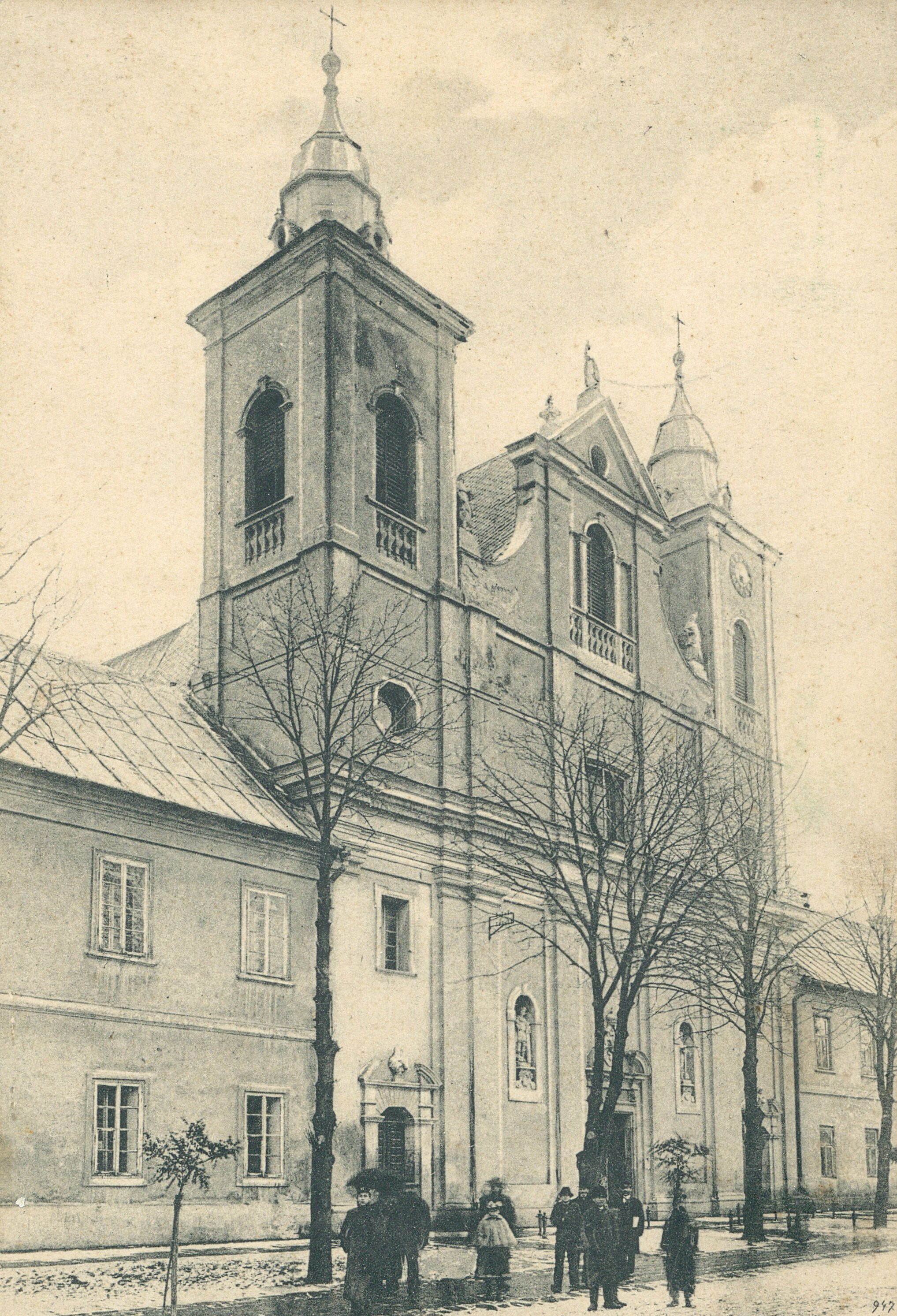
Widok kościoła około 1920

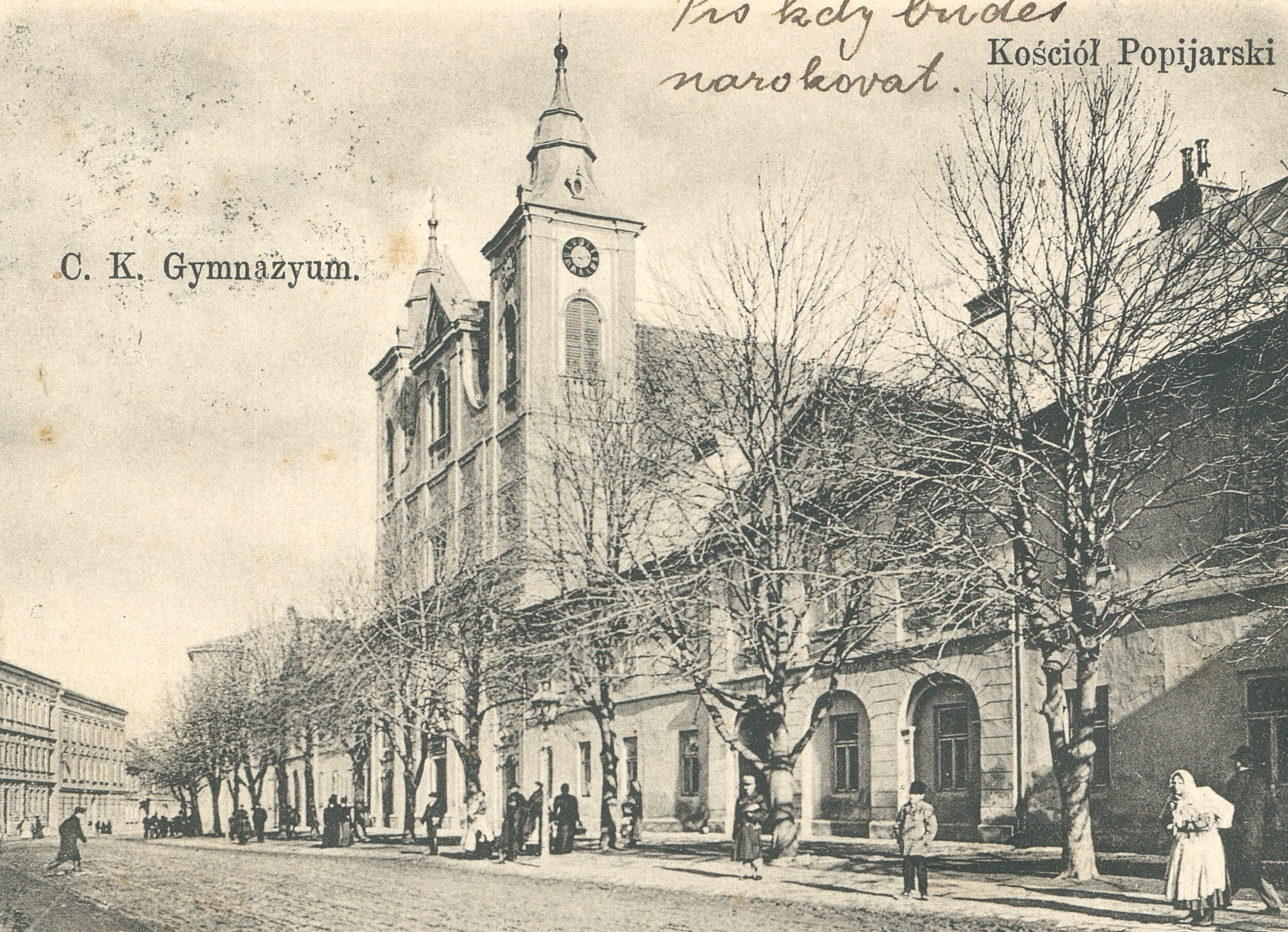
]Kościół i gimnazjum, około 1903

Reformy austriackie nie ominęły również szkoły prowadzonej przez zakonników. Przemianowano ją wówczas na świeckie Cesarsko-Książęce Wyższe Gimnazjum, które miało charakter szkoły publicznej. Jako język wykładowy wprowadzono język niemiecki. Jednak mimo wszystko szkoła nadal funkcjonowała (skrzydło północne). Jednoskrzydłowy budynek szkolny został w latach 1834–1835 przebudowany i powiększony przez Eliasza Rejcha, następnie w 1872 dobudowano doń dwa skrzydła (północne i wschodnie) Tworząc częściowo otwarty dziedziniec, ograniczony przez stare mury miejskie, kościół i zabudowania szkoły.
Skrzydło południowe zostało wykorzystane jako siedziba nowych urzędów austriackich. Sam kościół w znacznym stopniu został po kasacie klasztoru ogołocony z cennego wyposażenia liturgicznego, m.in. srebrnej monstrancji i złotej lampki wiecznej oraz cennych ornatów. Sam kościół został w praktyce zamknięty. Mylnie wpisany wraz z całym konwentem jako własność państwa. Kościołem opiekowali się księża diecezjalni – katecheci ze szkoły. Za proboszcza uważał się dyrektor, klucze były u tercjarza. Z tego okresu pochodzi jeszcze czasami używane określenie kościoła jako kościoła studenckiego. W nieczęsto odprawianych mszach faktycznie uczestniczyli wówczas przede wszystkim "studenci" pobliskiego Wyższego Gimnazjum. Obecnie jednak duszpasterstwo studenckie działa przede wszystkim przy kościołach św. Jacka i św. Jadwigi. Do 1970 był to wyłącznie kościół rektoralny. Pod koniec XIX wieku wewnątrz kościoła przeprowadzono drobny remont, staraniem księdza Stanisława Grynickiego, późniejszego proboszcza parafii farnej.
Po odzyskaniu przez Polskę niepodległości w 1918 sytuacja korzystania z kościoła i jego statusu kościelnego nie zmieniła się. Jednak, jako bardzo ważny zabytek, został otoczony troskliwą opieką. W latach 1920–1922 budynek poddano restauracji, a remont wnętrza ostatecznie przypieczętowano kupnem nowych organów (1930), produkcji wiedeńskiej firmy Rieger, którego dokonał ks. Maurycy Turkowski z datków uczniów. W północnej, znacznie rozbudowanej części konwentu nadal swoją działalność, jako I Gimnazjum i Liceum kontynuuje ośrodek dydaktyczny, natomiast w miejsce urzędów austriackich wprowadzają się polskie, głównie miejskie instytucje.

### II wojna światowa i lata powojenne
Po wkroczeniu do miasta wojsk budynki konwentu, gdzie dotychczas mieściły się urzędy polskie, natychmiast przysposobiono na siedzibę biurokracji okupantów. Kościół zyskał miano Wehrmachtskirche i pełnił rolę kościoła wojskowego. W trakcie działań wojennych nie udało się ocalić kompleksu od zniszczeń. Ucierpiał przede wszystkim budynek samej świątyni – w trakcie bombardowań zniszczono m.in. wieżę południową i dach. Wstępnych reparacji dokonano niemal natychmiastowo, natomiast odbudowy już w latach pięćdziesiątych. Krokiem milowym było objęcie rektoratu przez Walentego Bala, który od 1970 stał się proboszczem parafii, początkowo w randze prałata, a następnie infułata (1951–1998). Za jego czasów przeprowadzono gruntowny remont, restaurację i zabezpieczanie całego kościoła. Po wojnie działalność wznowiło liceum już jak I Liceum Ogólnokształcące, natomiast w części południowej siedzibę znalazło Muzeum Okręgowe. Ponowną restaurację fasady przeprowadzono etapami, pomiędzy 2004–2008.

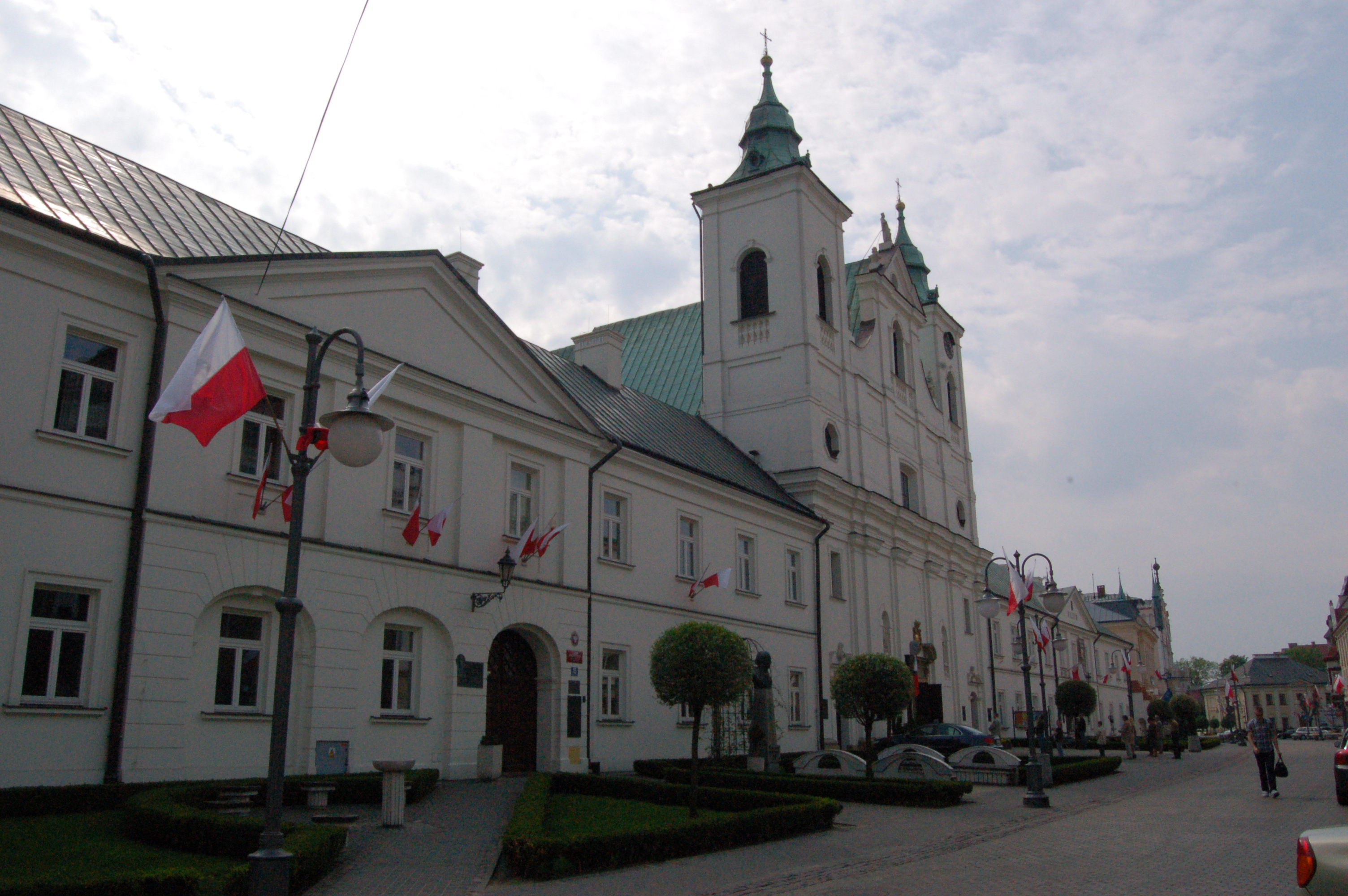
Fasada założenia od strony ul. 3 Maja

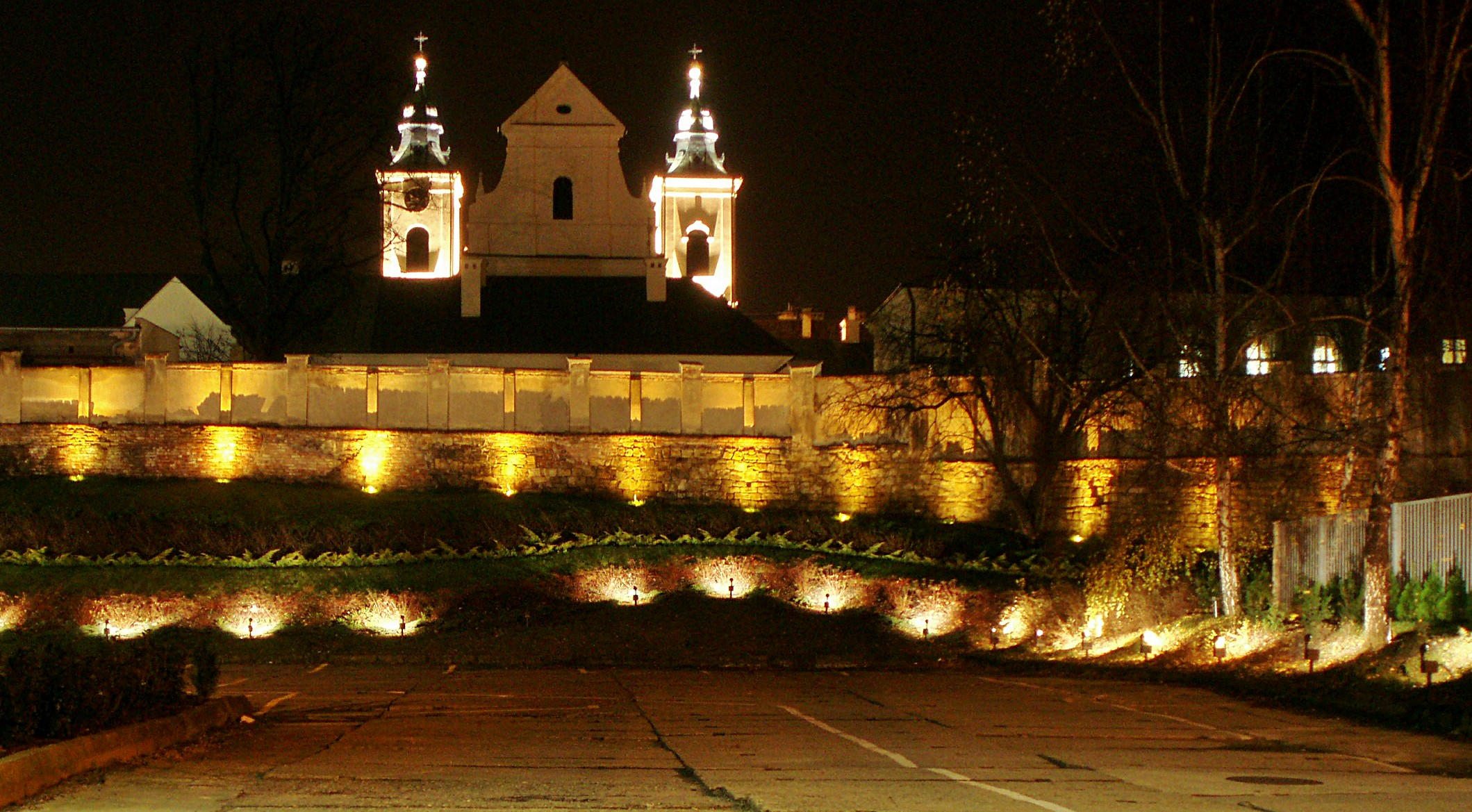
Kościół i konwent od strony ul. Słowackiego, nocą

## Architektura
Kościół początkowo wzniesiony został jeszcze w stylu zanikającego już odrodzenia, przez pochodzącego z Austrii muratora Jana Cangera. Prosty budynek bez wież (najprawdopodobniej widoczny na niesygnowanym rysunku Tylmana z Gameren) nawiązywał do typowego dla tego okresu późnego renesansu lubelskiego, choć W Tatarkiewicz budowli tej nie zalicza nawet do grupy kościołów analogicznych. Budynek cechowała konstrukcja lekka, wysmukła, wyraźne odcięcie wąskiego prezbiterium od naw. Jak się też wydaje, ze względu na późniejszą metrykę jest w formie bardziej przejrzysty, doskonalszy, dojrzalszy stylowo. Przebudowa Lubomirskich nadała kościołowi cech typowych dla architektury rozwiniętego baroku, typowych dla II. poł. XVII wieku. Jak w wielu innych przypadkach, tak i tutaj w fasadę wkomponowano dwie wieże, całości budynku nadając harmonijny charakter. Zabieg ten miał na celu optyczne powiększenie świątyni – z zewnątrz wygląda ona jako świątynia trzynawowa (do każdej nawy miał prowadzić jeden portal), podczas gdy w rzeczywistości jest to konstrukcja jednonawowa z otaczającymi kaplicami. Architekt zastąpił również wcześniejsze budowle drewniane murowanymi – zaprojektował symetrycznie odchodzące od kościoła budynki kolegium i klasztoru, czyniąc z kościoła dominantę i centrum kompozycji. W ten sposób fasada miała długość 180 m, co czyniło ją najdłuższą jednolitą stylowo kompozycją w ówczesnej Rzeczypospolitej. W najbardziej rozbudowanej formie założenie obejmowało dodatkowo bursę szkolną (od strony ulicy ks. F. Dymnickiego) oraz konwikt szlachecki (od strony ulicy R. Alsa). Całość była wpasowana dokładnie pomiędzy ulicy 3 Maja a nasyp i mury miejskie, częściowo widoczne od strony ulicy Słowackiego. Obecnie, po wielu przebudowach zespół klasztorny w znaczącym stopniu zachował swój pierwotny wygląd.
W nawiązaniu do budowli rzeszowskiej miały powstać również inne fundacje klasztorne w ówczesnej Polsce, zwłaszcza w formie tzw. elewacji ondulowanej. Karol Majewski wspomina między innymi założeniami pijarskimi wspomina klasztor w podlaskim Szczuczynie, projektu Pioli (przy współpracy z Fontaną i Belottim), które miało czerpać głównie z formy kapucyńskiego kościoła Przemienienia Pańskiego w Warszawie oraz założenia rzeszowskiego, a także założenie łowickiego. Również inna reguła zakonna wykorzystywała ten model kompozycji architektonicznej, zwłaszcza kapucyni. Widoczne jest to we wspominanym już kościele warszawskim, a także rozwadowskim.

### Część północna (szkoła)

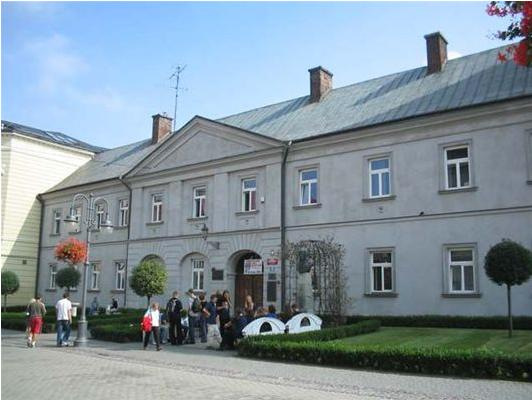
I Liceum Ogólnokształcące

#### Zewnątrz
Od strony ulicy budynek jest analogiczny do budynku muzeum, jednak wewnątrz odbiega od oryginalnego planu. Wedle zamierzeń Tylmana był to jednoskrzydłowy budynek. Szybko jednak okazało się, że jego wielkość jest niewystarczająca, pierwszej przebudowy dokonano ok. 130 lat po budowie. W latach 1834–1835 budynek został przebudowany i powiększony przez Eliasza Rejcha, następnie w 1872 dobudowano doń dwa skrzydła (północne i wschodnie) tworząc założenie podobne do zakonnego, z tą jednak różnicą, że skrzydło północne (poprzeczne) było dłuższe, natomiast wschodnie krótsze. Dzięki temu powstały dziedziniec zyskał formę zbliżoną do kwadratu. W 1960 ukończono budowę sali gimnastycznej.

#### Wnętrze
W części pomieszczeń na parterze zostały zachowane pierwotne sklepienia kolebkowe. W skrzydle północnym znajduje się okazała, trójbiegowa klatka schodowa, wykonana podczas rozbudowy budynku w 1872, ozdobiona posągami Nauki i Sztuki dłuta Krzysztofa Bukały i Mariana Konopackiego. Rzeźby ustawione w 1987 stanowią repliki pierwotnych posągów zniszczonych przez Niemców podczas okupacji. Wnętrza przystosowane są przede wszystkim do celów dydaktycznych, jednak w niektórych salach znajdują się repliki lamp wiedeńskiej firmy braci Brinner z XIX w.

### Część centralna (kościół)

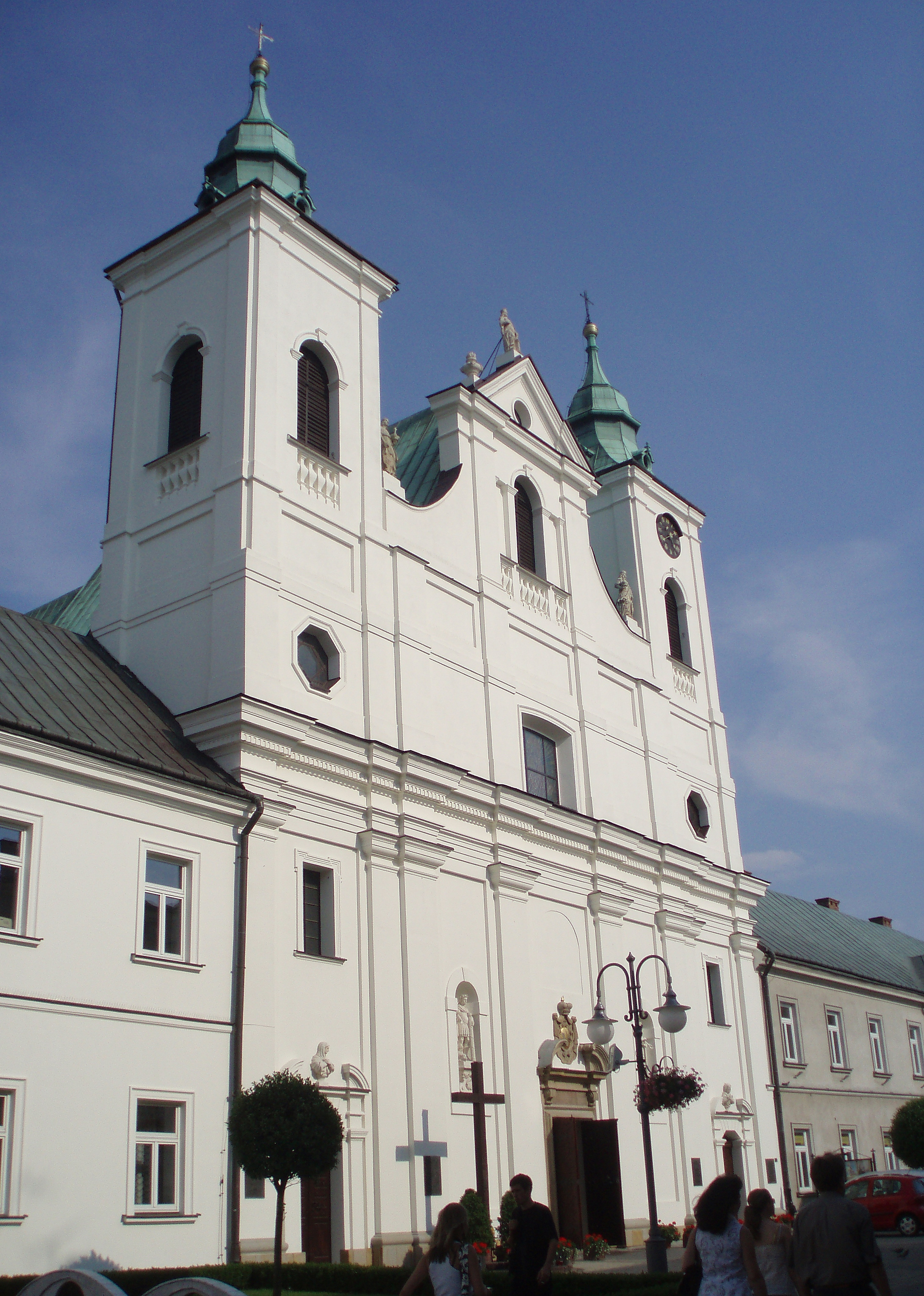
Fasada kościoła

#### Zewnątrz
Odtworzenie pierwotnego wyglądu kościoła, wybudowanego przez Cangera jest niezwykle trudne. Pewne wyobrażenie o nim może dać niesygnowany przez autora rysunek Delineatio Domus Ressoviensis, pochodzący z archiwum pijarskiego w Rzymie. Stanowił on najprawdopodobniej element inwentaryzacji dokonanej przed przebudową autorstwa Tylmana. Główna zmiana dotyczyła fasady niewielkiego kościoła, inne elementy, jak chociażby plan, charakterystyczny kształt prezbiterium pozostały bez zmian. Opracowanie planu przebudowy kościoła, jak i pozostałych zabudowań szkolno-klasztornych o ile najpewniej wyszło spod ręki Tylmana właśnie, nad samą budową czuwał inny budowniczy dworski Lubomirskich – Piotr Martyre Belotti. W 1687 na budowę zamku przeznaczono na budowę klasztoru i zamkowych fortyfikacji 2292 bitych talarów oraz 180 beczek soli.
W początku XVIII wieku budowę wstrzymują wojny polsko-szwedzkie i inwazja wrogich wojsk na miasto. Wmurowanie kamienia nastąpiło dopiero w lipcu 1703. Obecny przy niej Tylnam poświęcił na rzecz konwentu połowę swojego majątku. W tym czasie trwały już prace nad wystrojem dekoracyjnym świątyni. Główną zmianą w fasadzie świątynie było dodanie dwóch wież, zaprojektowanych jeszcze w 1683. Pierwsza z nich, wieża zegarowa (od południa) ukończona została 17 lipca 1705. W jej globusie umieszczono napis fundacyjny i tytuł – Turris Davidica. Wieżę północną ukończono w rok lata później. Sprzed fasady kościoła rozebrano ozdobny portyk. Prace rzeźbiarskimi kierował Fustinus Carra i jego pomocnicy. Malowidła wewnątrz zaś wykonał ojciec Łukasz od św. Panteleona. Od południa do kościoła dodano dwie kaplice, które połączyły kościół z wirydarzem. Powstała amfilada stanowiły kaplice św. Jana Nepomucena (powstała w miejscu przeniesionej do budynku przy prezbiterium zakrystii) i św. Jana Nareusza. Kolejnym architektem, który odcisnął piętno na wyglądzie świątyni był K. H. Wiedemann. Na aksjomatach jego autorstwa kościół nie posiadał jeszcze kaplicy północnej – św. Jana Kalasantego, którą zaczęto budować dopiero w 1759. Ta sama kaplica widoczna jest już na lanie Wiedemanna z 1762.

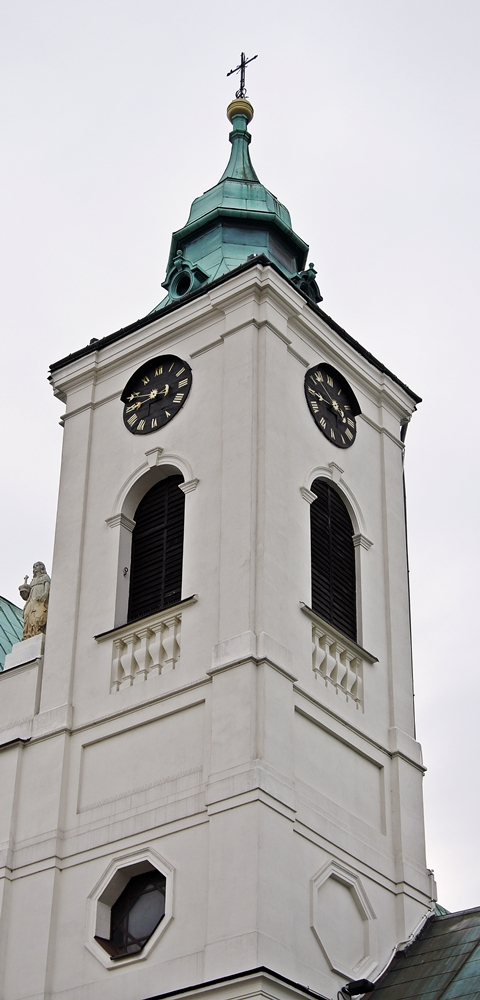
Turris Davidica – południowa wieża zegarowa

Obecnie kościół przedstawia się jako budynek orientowany, jednonawowy. Zarówno nawa, jak i prezbiterium wzniesione są na planie prostokąta, odpowiednio 10,5 x 16,2 m i 7,4 x 8,05 m. Część nawowa podzielona jest na trzy równe przęsła. Paln fasady kościoła zdeterminowany został jeszcze przez budowlę cangerowską. Największe zmiany zrealizowane w trakcie przebudowy świątyni dotyczyły jej wystroju architektonicznego, zarówno wewnątrz, jak i w programie fasady.
Fasadę charakteryzuje wysmukłość i stosunkowa w porównaniu do innych realizacji barokowych prostota. Dwukondygnacyjna ściana, podzielona na trzy przęsła, równej szerokości zdaje się "uciekać" ku charakterystycznemu zwieńczeniu w części środkowej. Charakterystyczne podziały pionowe i poziome powodują, że bryła traci jednorodny charakter, a jej bryła staje się jakby bardziej nieprzewidywalna. Cztery rozdzielone symetrycznie w dolnej części pilastry podtrzymują bogate o bogato profilowanym gzymsie, gierowanym na ich osi. Powyżej wznosi się ścianka attykowa, nakryta prostym gzymsem z cokołem i szczytem w formie aediculi – attyki ograniczonej dwoma smukłymi pilastrami z centralnie umieszczonym oknem. Boczne przęsła spływają ku szczytowi zwieńczonemu trójkątnym tympanonem. Całość flankują dwie czworokątne wieże, będące z pewnością nawiązaniem do powstałego w międzyczasie innego kościoła projektu Tylmana – krakowskiej św. Anny. Oprócz tego nawiązania sam charakter kościoła przemawia o licznych zapożyczeniach architekta względem kompozycji rzeszowskiej (chociażby w linearnej kompozycji fasady). Umieszczenie portali wejściowych (nie prowadzących do wnętrz kościoła) sugeruje ponadto możliwość istnienia intencji przekształcenia kościoła rzeszowskiego w kierunku bazylikowej trójnawy. Bez[sprzecznie łączy się to z proporcjami, gdyż manierystyczna wąska fasada bez wież nie harmonizowałaby tak dobrze z budynkami stosunkowo niskich kolegium i klasztoru. Kościół kryje wysoki dwuspadowy dach z miedzi z niską sygnaturką w miejscu łuku tęczowego.

##### Dekoracja rzeźbiarska fasady

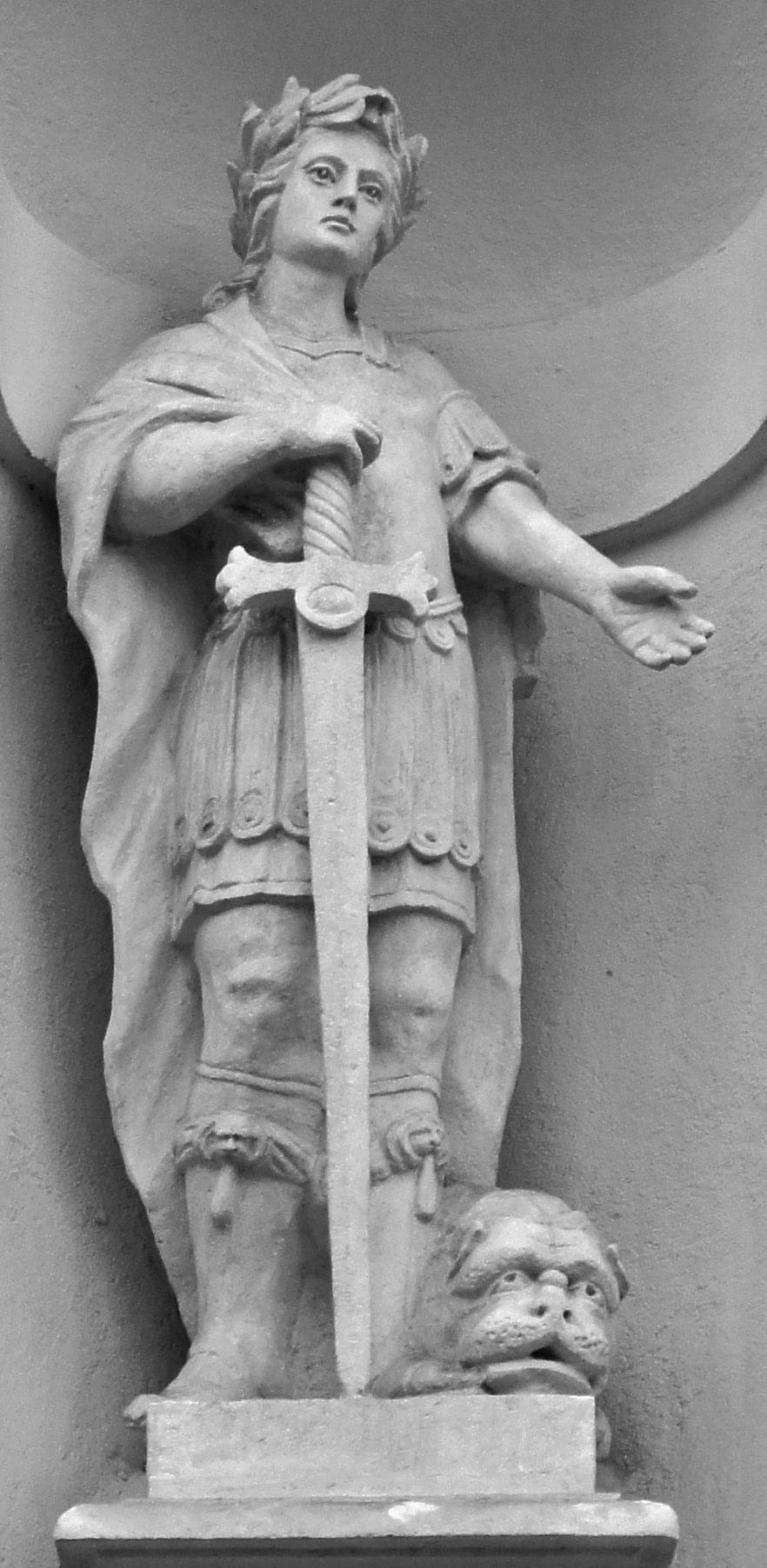
Święty Jerzy (Fortunido)
(proj. Tylman z Gameren; wyk. Faustyn Carra)

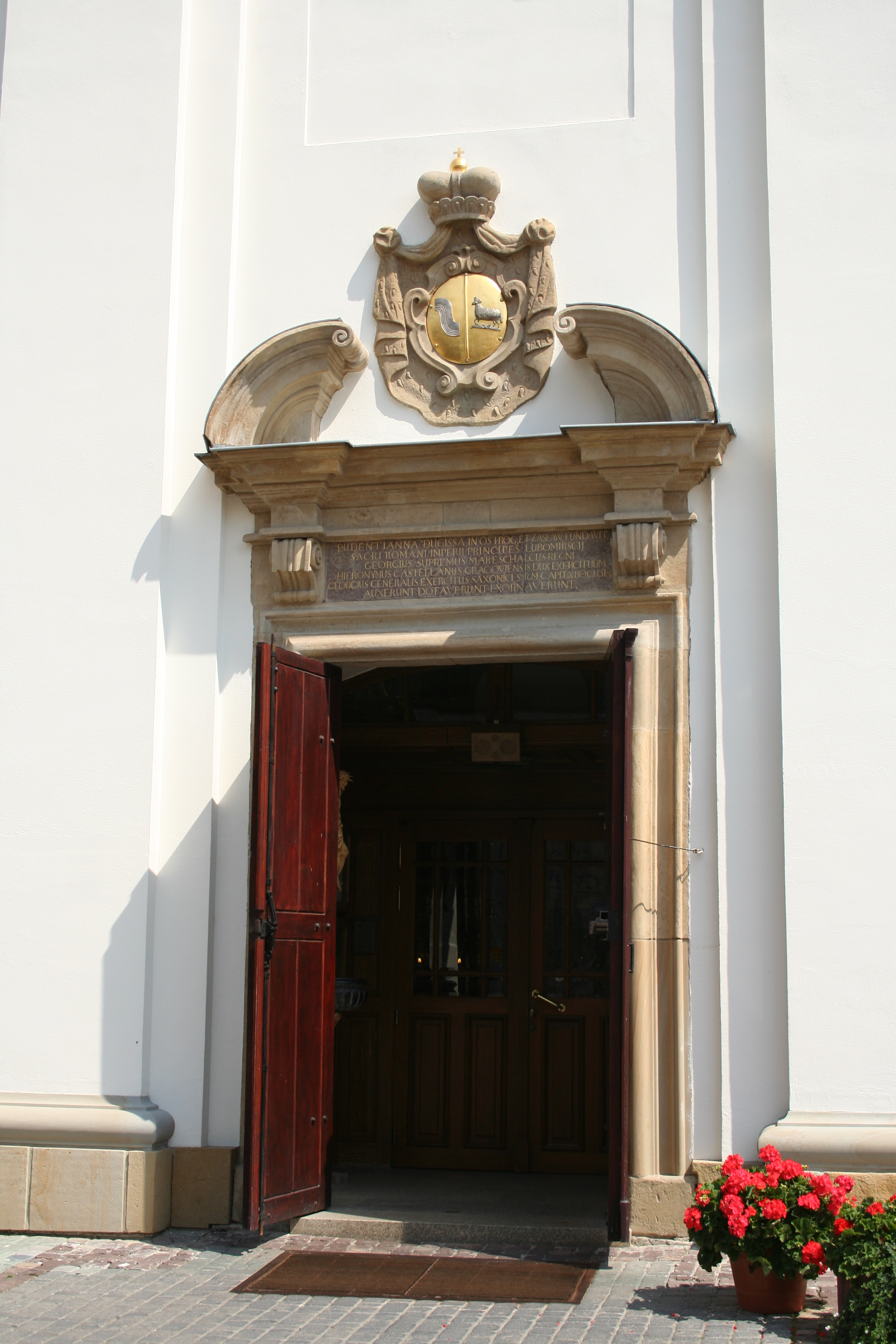
Portal główny

Górną strefę fasady kościoła wieńczą trzy rzeźby. Najwyższa z nich w nawiązaniu do wezwania wieży zegarowej przedstawia Salomona (względnie Dawida) wraz z modelem wieży, w królewskiej koronie. Sam król Izraela często przez historyków sztuki odczytywany jest jako personifikacja drugiego fundatora kościoła Jerzego Sebastiana Lubomirskiego. Wiążące się z interpretacją przedstawienia problemu dotyczą głównie zarysowanego atrybutu – Wieży Dawidowej. Według cytowanego przez Ingę Sapetową Réau interpretacji Dawid przedstawiany jest zawsze z harfą, lub głową Goliata, Wieża Dawidowa natomiast zawsze pozostaje symbolem łączonym z Marią Panną. Nie budzi jednak fakt interpretacja postaci jako Jerzego Sebastiana, rzeźbę cechują bowiem silnie podkreślone indywidualne rysy twarzy, widoczne m.in. z portretu Lubomirskiego, autorstwa J. Flacka z 1653.
Według projektów oryginalnych na spływach umieszczone miały być postacie aniołów, obecnie postacie kobiety interpretuje się jako pierwotną fundatorkę Prudencjannę Zofię Ostrogską-Zasławską i jej siostrę, żonę Lubomirskiego. Po prawej stronie fasady uwieczniono Zasławską, jako młodą kobietę, w długiej sukni, lekko podkreślającej kształty ciała. Okrywająca ją tunika jest lekko pofałdowana i przewiązana w pasie, sprawia wrażenia, jakby falującej na wietrze. Twarz kobiety nosi wyraźnie wyraz smutku, jej wzrok skierowany jest ku niebu. Ręką podtrzymuje wysoką do biodra, manierystyczną tarczę herbową (w kształcie zapożyczonym z publikacji S. Serlino z 1559) z emblematem Ostrogskich, w lewej natomiast, zdjętą z głowy koronę książęcą. Bardzo podobnie jest przedstawiona postać Konstancji, równie młoda, w podobnej pozie i stroju, na tarczy z herbem rodowym ojca (nie zaś męża).
Na wysokości kondygnacji parterowej znajdują się dwie nisze z rzeźbami. Obie rzeźby wykonane z kamienia szydłowieckiego projektował Tylman, natomiast ich bezpośrednim wykonawcą był Faustyn Carra. Przedstawienia mężczyzn w rzymskich strojach wojskowych, będące najprawdopodobniej przedstawieniami świętych Jerzego (postać z mieczem i zwierzęciem) i Teodora (mężczyzna z pękiem rózg). Na taki dobór przedstawień największy wpływ miał najpewniej, wykładający wówczas w rzeszowskim kolegium Stanisław Papczyński i Angelo Petrica, którzy w znaczący sposób podkreślali rolę króla Dawida w historii narodu wybranego i Piśmie Świętym. W nawiązaniu do Petrica stworzony jest również strefowy podział fasady kościoła na dwa horyzony – dolny, wojskowy, tzw. ecclesia militans (wyrażone przez wojskowy charakter rzeźb Teodora i Jerzego) i oddzielony od niego kordonowym gzymsem, górny – ecclesia triumphalis (Dawid/Salomon z aniołami). Możliwa jest również alternatywna proponowana przez I. Sapetową. W przypadku postaci św. Jerzego, stwór interpretowany jako smok może być równie dobrze postrzegany jako lew - wówczas postać z miecze i lwa należy interpretować jako Fortunido, włoską Forza, alegorię siły i męstwa. Natomiast rzeźbę św. Teodora wraz z leżącym za nim psem i pękiem rózg/strzał w ręce jako alegorię Temperantia, włoskiego Sttoposta – wstrzemięźliwości i opanowania
Ostatnim elementem dekoracji rzeźbiarskiej fasady są dwa skromne portale wieżowe (zamówione przez wnuka Jerzego Sebastiana – Ignacego) z popiersiami Jezusa i Maryi oraz zdecydowanie większy portal kościelny (zamówioną przez ojca Ignacego – Hieronima Augusta) z herbem (na tle kamiennych labr w postaci płaszcza, powiązanego z koroną książęcą na złotej blasze widnieją Szreniawa Lubomirskich i Junoszą – herbem pierwszej żony Jerzego Ignacego) i bogatą inskrypcją :

Pudentiama ducissa in Ostrog et Zasław fundavit, Sacri Romani Imperii Principes Lubomirskij: Georgius supremus marchalcus regni, Hieronimus Castellanus Cracoviensis dux exercitum Georgius generalis exercitussacsonici Capitaneus Boguslaviensis auxerunt, dotaverunt, exornaverunt

#### Wnętrze
Nawa kościoła podzielona jest na trzy przęsła filarami o przekroju kwadratowym, przylegającymi bezpośrednio do ścian. Przepływają one delikatnie w cokoły na wysokości ok. 7 m w cokołu, dźwigające ciężar sklepienia. Ściany międzyfilarowe biegną jeszcze wyżej – aż do styku z lunetami. Belkowanie opasające wnętrze kościoła ma dwudzielny architraw, fryz i gzyms o wyraźnym profilowaniu. Całość stanowi ewidentne podkreślenie konstrukcji budowlanej budynku wewnątrz kościoła. Charakterystycznie jest natomiast ukształtowana ściana tęczowa – bardzo silnie rozbudowana z wysuniętymi ścianami bocznymi, spięta nad belkowaniem wydłużonym łukiem. Wnętrze kościoła jest delikatnie oświetlane przez okna, które są umieszczone w każdym przęśle, nad belkowaniem. W ścianie zachodniej znajduje się chór muzyczny, rozpięty na szerokość całej nawy.
Bardzo bogato przedstawia się dekoracja plastyczna – bogate belkowanie, zakończenie filarów w porządku jońskim z girlandami owoców i podkreślające konstrukcje kolebkowego sklepienia sztukaterie wzbogacone są o liczne formy geometryczne, nawiązujące jeszcze do form renesansowych. Zwieńczenie każdego filaru zawiera "zwisające z narożnych esowic, na wstęgach wkręconych w ich zwoje ciężkie festony z owoców granatu, fig i gruszek. Nad nimi spomiędzy skrętów wolut wyłaniają się drobne, jak te owoce uskrzydlone głowy aniołów o włosach, raz rozwianych jakby na wietrze, to znów silnie skręconych w loki". Wzdłuż okien i częściowo na sklepieniu nawy przedstawiono bogatą sztukaterię. Na ścianie tęczowej w sztukaterii koszowej zrealizowany został herb pierwszej fundatorki – Zofii Zasławskiej, zaś w kluczu arkady rozeta z glorią wokół złoconego serca. Dalej w prezbiterium zastosowano krzyżowo przenikające się pasy sztukaterii, spływającej jakby do rogów prezbiterium. Pasy te rozpoczynają skierowane górą w stronę glorii putto z zawieszonymi na szyjach wstęgami dźwigającymi bogate plastycznie kiście owoców. Płaszczyzny pomiędzy liniami ukształtowano w postać sercowatych kartuszy o poprzecinanych brzegach i pozwijanych w rolwerki. Całość uzupełnia bogaty modelunek w postaci liści akantu. Ta bogata dekoracja autorstwa Falconiego stanowi analogie do wykonanej 13 lat wcześniej przez tego samego autora sztukaterii w krakowskim kościele śś. Piotra i Pawła. Pewne podobieństwa odczytać można względem działającego na śląsku D. A. Rossiego (zwłaszcza jeżeli chodzi o rozmach i dynamizm kompozycji).
Podobny styl kompozycji oparty na motywach roślinnych i owocach przedstawia złocona ambona znajdująca się wewnątrz kościoła, po stronie północnej ambona. Oprócz herbu fundatorki widniejącego na tęczy kościoła jeszcze jedne umieszczono nad portalem w przejściu z zakrystii do prezbiterium. Manierystyczny portal z czarnego marmuru dębnickiego był najprawdopodobniej dziełem lokalnego rzemieślnika z Dębnika.

### Część południowa (muzeum)

#### Zewnątrz
Bliźniacza do północnej fasada południowa pierwotnie stanowiła cześć klasztoru. W latach 1695–1708 obecny kształt nadała jej przebudowa według planów holenderskiego architekta. Oszczędna w formie wydłużona, dwupiętrowa bryła budynku podzielona była środkowym ryzalitem z prostymi pilastrami, na trzy części. Ryzalit, jako oś kompozycji odznaczał się ponadto trójkątnym, pustym szczytem. Od strony ulicy dostawiona jest duża brama wjazdowa. Wewnątrz plan zakładał usytuowanie skrzydeł budynków wokół prostokątnego wirydarza, w taki sposób, że trzy skrzydła nie były równej długości, natomiast ogród zamykała bryła kościoła. Najdalej odsunięte od ulicy skrzydło wschodnie łączyło się bezpośrednio z prezbiterium kościoła i było dłuższe od skrzydła z fasadą. Łączyło je cofnięte nieco od linii bocznej zabudowy najkrótsze skrzydło południowe. W planie oryginalnym, głównie ze względu na cenę szkła wirydarz był otwarty, a krużganki otwarte. W ogrodzi hodowano rośliny sprowadzone z południa i winorośl. Pośrodku placu znajduje się studnia. W ostatnich latach budynek został gruntownie wyremontowany i rozbudowany, tak aby umożliwić bardziej efektywną pracę muzealników i lepsze przechowywanie zbiorów.

#### Wnętrza
Według źródeł po ukończeniu budowy zakonu 36 cel zamieszkiwało ok. 30 zakonników. Po kasacie zakonu praktycznie nic z zakonnego wyposażenia się nie zachowało. Pomieszczenia i krużganki klasztorne mają sklepienia krzyżowe i kolebkowe z lunetami. Większość pomieszczeń ma układ amfiladowy z biegnącym równolegle korytarzem. Na parterze, w krużgankach oraz obszernej sali aptecznej, określanej także nazwą sali gościnnej lub biblioteką i w refektarzu zachowały się ciekawe malowidła wykonane techniką temperową w latach 1688–1697 przez ojca Łukasza od św. Pantaleona Ziemeckiego (autora fresków również w zakonie łowickim), odkryte podczas restauracji budowli i odnowione w latach 1957–1959. Program ikonograficzny można podzielić na trzy główne części:
1) cykl emblematyczny 43 grup w krużgankach
2) malowidła biblioteczne
3) malowidła refektarza
W swej głównej tematyce malowidła nawiązują do praktykowanej przez pijarów działalności naukowej i edukacyjnej. Część z nich znajdowała się w istniejącej do 1816 aptece i są to najprawdopodobniej najstarsze polichromie apteczne w Polsce. Tematyka w nich zawarta dotyczy przede wszystkim leczenia i diagnozowania różnych przypadłości. Centralne malowidło przedstawia mędrców przy stole, natomiast malowidła w lunetach ptaki i zwierzęta; wzburzone morze, ryby i syrenę jako symbol kruchości życia; górników z kilofami i piec hutniczy, czyli poszukiwanie kamienia filozoficznego; aż wreszcie poszukiwanie minerałów i inne. W pozostałych częściach budynku dominują przedstawienia rodzajowe, związane z błogosławieństwem chleba w refektarzu, czy osobą fundatora Jerzego Sebastiana Lubomirskiego.
Wnętrza byłego zakonu zaadaptowane są przede wszystkim na cele wystawiennicze. Na parterze znajduje się wystawa malarstwa europejskiego z tzw. Galerii Dąbskich oraz mebli, na piętrze wystawa archeologiczna i inne. W budynku mieści się też antykwariat i biblioteka.
Wystrój wnętrza w stylu rokoko, dekoracje stiukowe wykonane przez J. Ch. Falconiego. Budynek klasztorny, obecnie od 1954 Muzeum Okręgowe w Rzeszowie, wzniesiony w latach 1644–1649 przez Jana Cangera. Rozbudowany i przebudowany w latach 1695–1708 według projektu Tylmana z Gameren. Fasada późnobarokowa. Po kasacji zakonu budynek przeznaczono na cele świeckie. Kolegium (1703–1704 – Tylman z Gameren, przebudowa 1835 i druga połowa XIX wieku).